# Frontière entre le Mississippi et le Tennessee
La frontière entre le Tennessee et le Mississippi est une frontière intérieure des États-Unis délimitant les territoires du Tennessee au nord et le Mississippi au sud.
Son tracé suit le 35e parallèle nord (au sud de la ville de Memphis) depuis le fleuve Mississippi jusqu'à la rivière Tennessee.

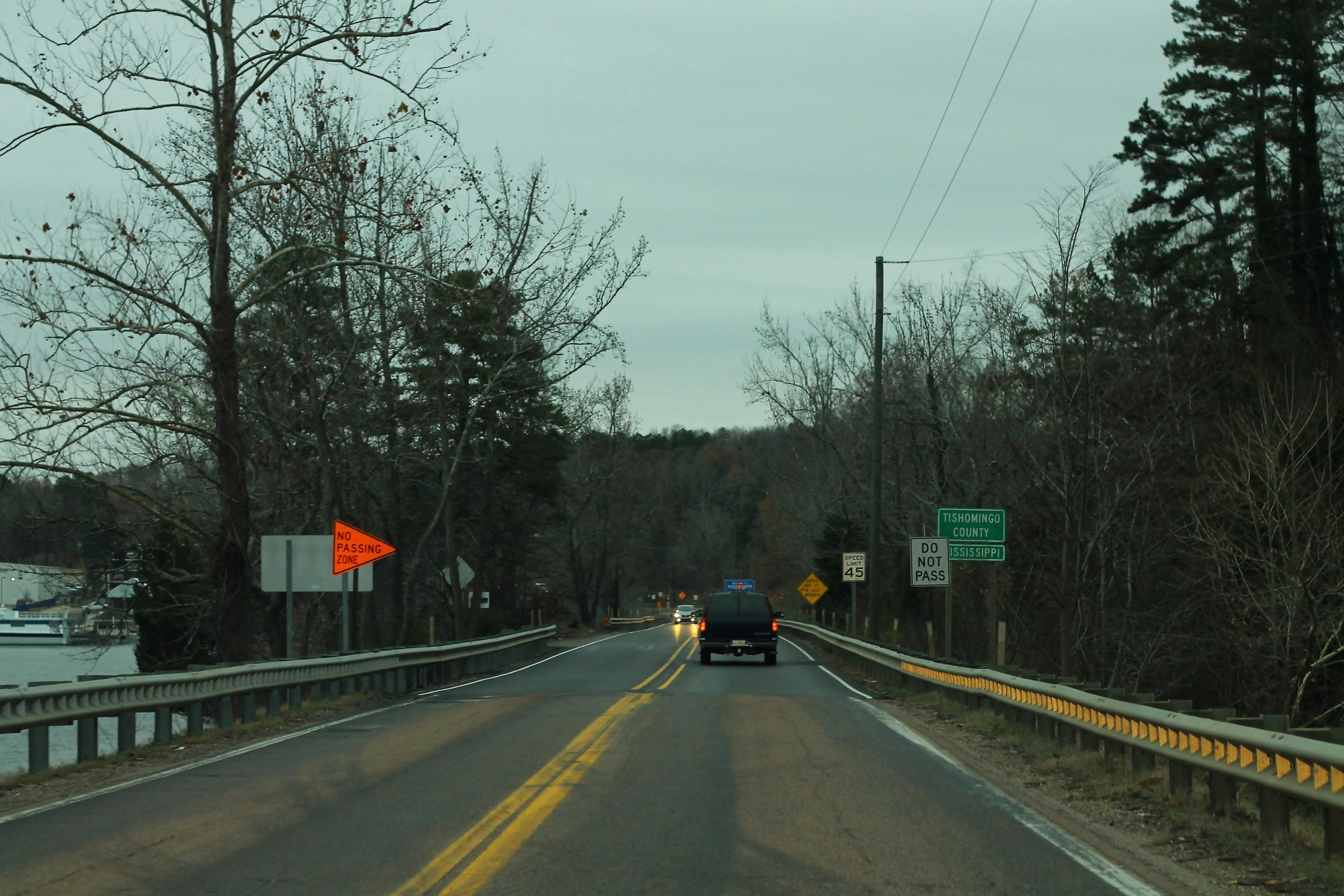
Entrée au Mississippi depuis le Tennessee.